# Шаган (Когалинский сельский округ)
Шаган (каз. Шаған, до 1999 г. — Холмогоровка) — село в Кербулакском районе Жетысуской области Казахстана. Входит в состав Когалинского сельского округа. Находится примерно в 48 км к востоку от посёлка Сарыозек. Код КАТО — 194649500.
В селе родился Герой Советского Союза Николай Турченко.

## Население
В 1999 году население села составляло 1456 человек (726 мужчин и 730 женщин). По данным переписи 2009 года, в селе проживало 1015 человек (506 мужчин и 509 женщин).

## Уроженцы
- П. Д. Дутов — Герой Советского Союза, герой-панфиловец.